# Odontomyia lutatius
Odontomyia lutatius är en tvåvingeart som beskrevs av Walker 1849. Odontomyia lutatius ingår i släktet Odontomyia och familjen vapenflugor. Inga underarter finns listade i Catalogue of Life.